# Lautenthaler Kunstgraben

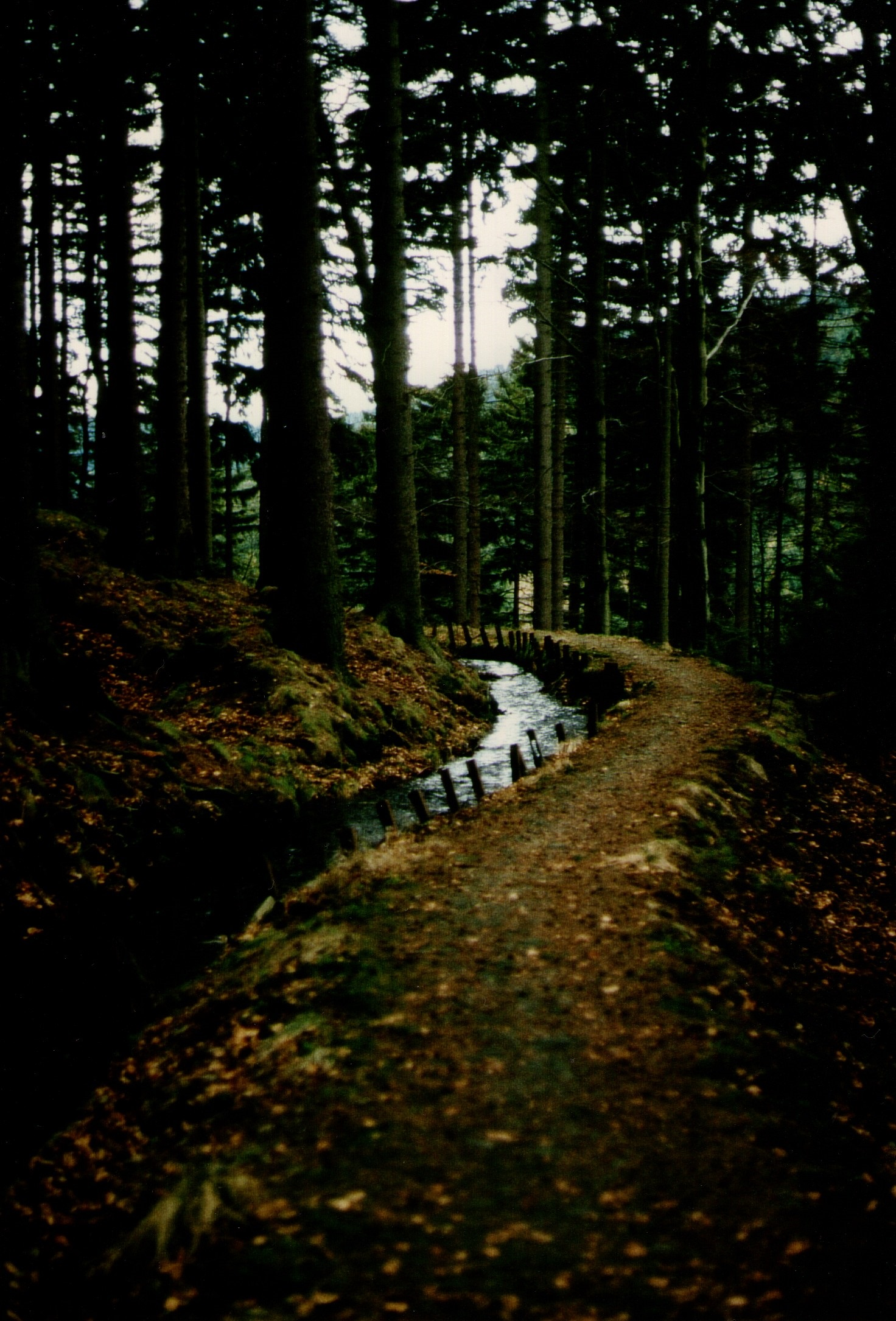
Wasserführendes Teilstück des Lautenthaler Kunstgrabens

Der Lautenthaler Kunstgraben ist ein künstlich angelegter Graben im Oberharz und Bestandteil des Oberharzer Wasserregals. Seine Hauptaufgabe war die Wasserversorgung der Gruben bei Lautenthal und Hüttschenthal.

## Geschichte und Verlauf
Da die Laute nicht mehr genügend Aufschlagwasser bereitstellen konnte, begann man 1570 mit dem Anlegen des Lautenthaler Kunstgrabens. Der Ansatzpunkt des Grabens befindet sich an der Stelle in Wildemann, wo das gelöste Wasser des 13-Lachter-Stollens in die Innerste fließt. Da während und nach dem Dreißigjährigen Krieg der Bergbau in Lautenthal zum Erliegen gekommen war, wurde der Graben fast komplett im Jahr 1681 wieder aufgewältigt.
Zunächst nutzte man ausschließlich das Wasser, welches von dem 13-Lachter-Stollen gelöst wurde. Als dann 1720 die Gruben Weintraube, Hüttschenthalsglück und Glücksgarten bei Hüttschenthal neue und größere Kehr- und Kunsträder erhielten, wurde ein Teilstück des Grabens abgeworfen und der Graben im Verlauf geändert. Auf diese Weise wurden die drei Gruben angeschlossen und der Graben wurde nun von der Innerste gespeist.

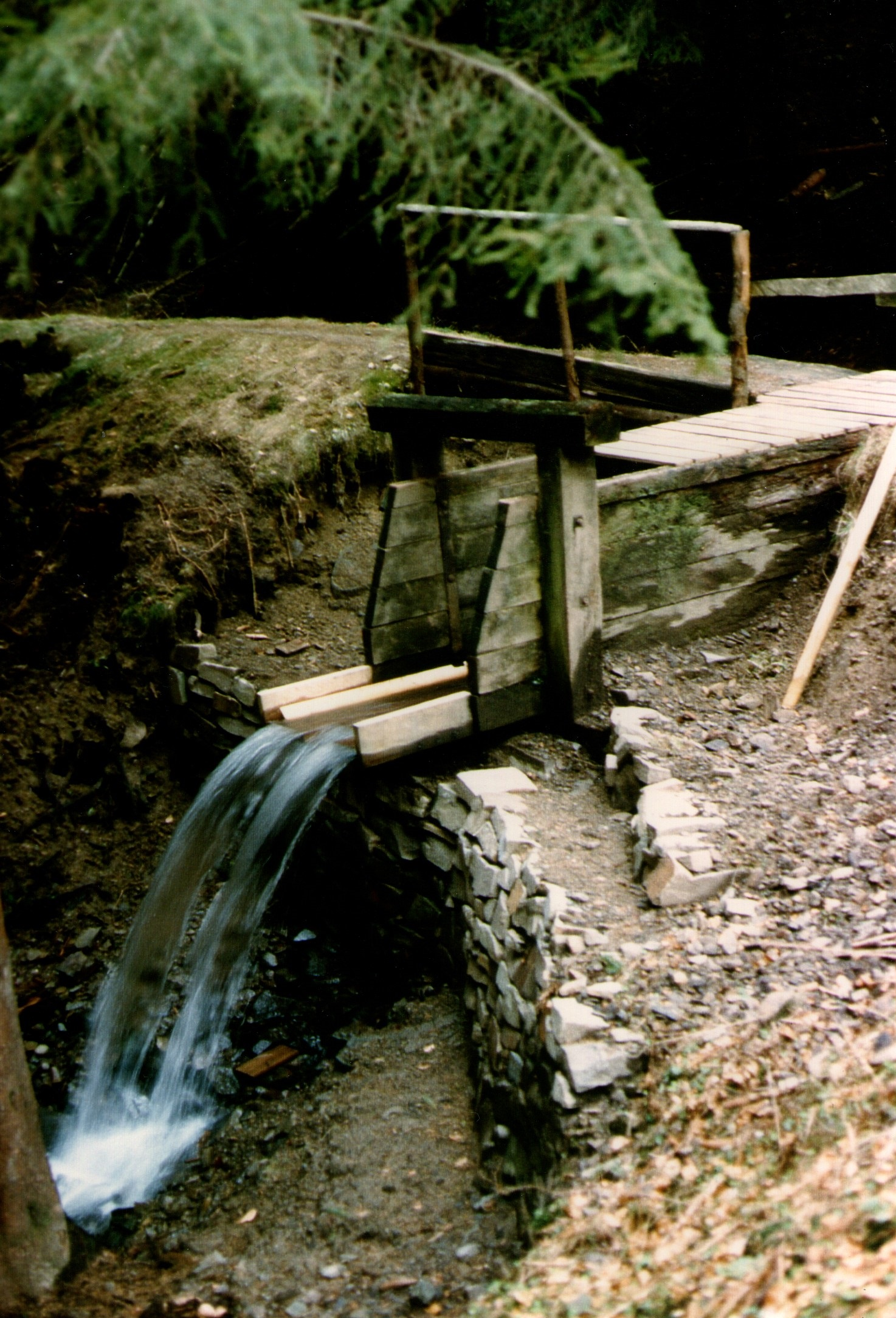
Gezogener Fehlschlag am Lautenthaler Kunstgraben

Der Graben hat eine Länge von fast 8,4 Kilometern und war mit Trockenmauerwerk ausgekleidet. Er verläuft größtenteils auf der Ostseite des Innerstetals von Wildemann durch das gleichnamige Tal bei Hüttschenthal bis Lautenthal und an drei Stellen unterirdisch durch Wasserläufe. Er lieferte 11.000 Liter pro Minute und hatte eine Wassertiefe von 30 cm. In Lautenthal lieferte der Graben Aufschlagwasser für die Grube Lautenthals Glück, von wo das Wasser anschließend durch den Tiefen Sachsen Stollen in die Innerste abfloss.
Durch das geringere Gefälle im Vergleich mit der Innerste liegt der Lautenthaler Kunstgraben in Lautenthal 59 Meter über der Innerste.
Nach Einstellung des Bergbaus wurde das Wasser des Kunstgrabens von 1920 bis 1967 zur Stromerzeugung in Lautenthal verwendet.
Da der Graben seit 1967 nicht mehr unterhalten wird, führt er heutzutage größtenteils kein Wasser mehr und wurde teilweise zum Forstweg umfunktioniert. Auch die drei Wasserläufe sind in schlechtem Zustand und teils verfallen. Ein Teilstück bei Lautenthal wurde vom dortigen Bergbaumuseum aufgewältigt.

### Wasserlauf Wöhlersberg
Dieser Wasserlauf wurde ab 1753 aufgefahren, da der Graben in dem Bereich ursprünglich um einen Felssporn lief und es wiederholt zu Steinschlag und somit Verstopfung des Grabens kam. Er hat eine Länge von 65 Metern und wurde ohne Grubenausbau angelegt.

### Wasserlauf Adlersberg-Nord
Dieser Wasserlauf wurde ebenfalls aufgrund von sporadischem Steinschlag Anfang des 19. Jahrhunderts aufgefahren. Er hat eine Länge von 125 Metern. Hier verwendete man einen Türstockausbau, der zunächst aus Holz, später aus Stahl errichtet wurde.

### Wasserlauf Adlersberg-Süd
Dieser Wasserlauf hatte eine Länge von 60 Metern und eine Höhe von 1,6 Metern. Er wurde 1733 aufgefahren (wieder wegen Steinschlag). Sein Einlaufmundloch wurde 1972 zugeschüttet.

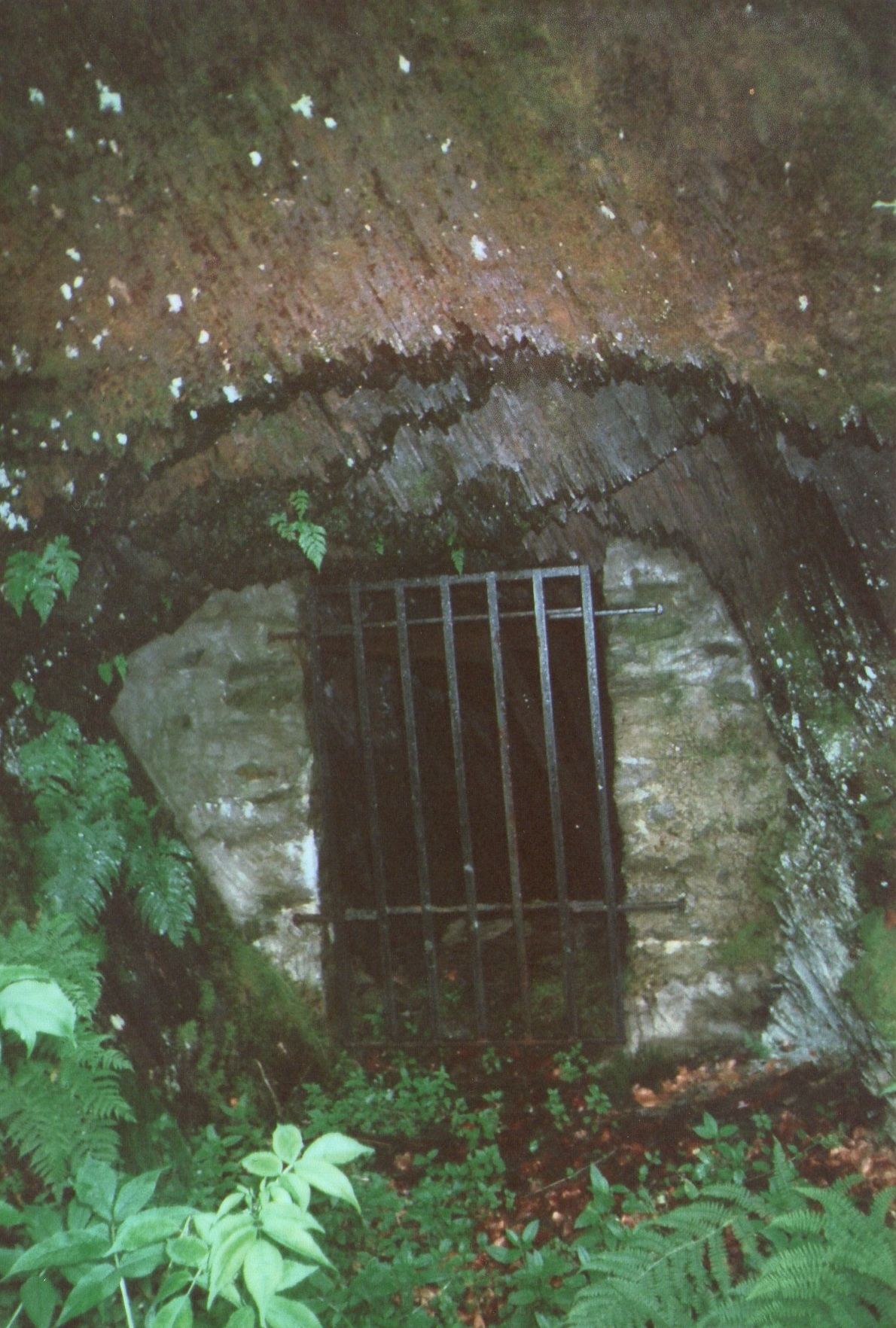
Auslaufmundloch des Wasserlaufes Wöhlersberg
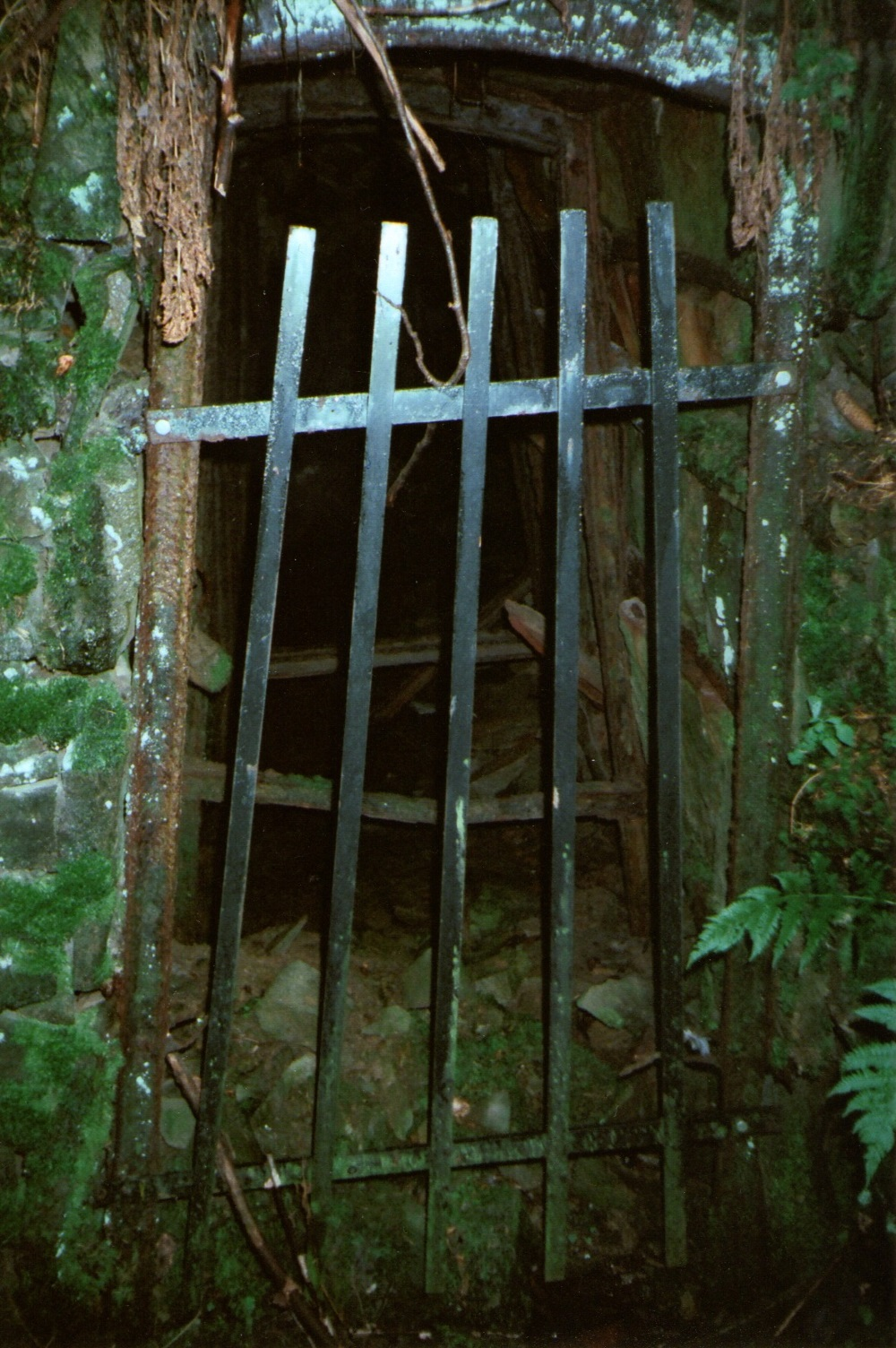
Auslaufmundloch des Wasserlaufes Adlersberg-Nord